# Office of the Coordinator of Information
Das Office of the Coordinator of Information (COI; deutsch Amt des Informationskoordinators) war eine zivile US-Regierungsbehörde zur Zentralisierung der Propaganda- und Geheimdienstaktivitäten während des Zweiten Weltkrieges in Washington, D.C. Es bestand vom 11. Juli 1941 bis zum 12. Juni 1942, als es offiziell in das Office of Strategic Services (OSS) umgewandelt wurde.

## Entstehung
Unter dem Eindruck des Krieges in Europa und immer mehr Spionagefällen im eigenen Land beschlossen die USA unter der Regierung Roosevelt in Bezug auf Propaganda und Geheimdienst umzudenken.
Erste Gehversuche auf dem Gebiet der zivilen Propagandatätigkeit unternahm die Roosevelt-Regierung mit der Erschaffung des Office of Government Reports (OGR), dem Office of Civilian Defense (OCD) und dem Office of Facts and Figures (OFF). Neben anderen, ähnlichen Einrichtungen und Büros arbeiteten diese zwischen den Jahren 1939 und 1942 oft nebeneinander, wenig erfolgreich und stets kritisch beobachtet von Militär und Presse. Die Zuständigkeit für Geheimdiensttätigkeiten lag bisher bei den militärischen Geheimdiensten der Navy Office of Naval Intelligence (ONI) und der Army (MID und G-2) sowie dem FBI. Im Sommer 1940 entsandte Marineminister Frank Knox den Veteranen des Ersten Weltkrieges, Wall-Street-Anwalt und katholischen Republikaner irischer Abstammung William Joseph Donovan mehrmals als Militärbeobachter nach Großbritannien, Europa und in den Nahen Osten. Er sollte dort feststellen „wether closer intelligence collaboration could be established between the American O.N.I. and the British Admiralty.“ Donovan wurde vor allem von britischer Seite (z. B. von William Stephenson) davon überzeugt, dass Spionage, psychologische Kriegsführung und (subversive) Propaganda unerlässliche Mittel des Krieges im 20. Jahrhundert seien. Nach seiner Rückkehr in die USA forderte Donovan die Errichtung einer zentralen Behörde (nach britischem Vorbild) mit nachrichtendienstlichen Befugnissen. Ziel und Zweck dieser neuen Behörde sollte es unter anderem sein, der Propaganda der Achsenmächte etwas entgegenzusetzen. Dabei war es nach Donovans Auffassung möglich, „[f]or reasons of expediency and practicality […] [to] emulate[d] Nazi subversive tactics to defend [his] interpretation of democracy.“ Ebenso warnte er seine Landsleute mit mehreren Schriften (z. B. der Broschüre „Fifth Column Lessons for America“ aus dem Jahre 1941) vor einer „Fünften Kolonne“ der Deutschen, welche die USA bedrohte. Diese Schriften werden von Historikern als ein „simply inflammatory exercise in hysteria and group hatred“ gewertet. Präsident Roosevelt entsprach den Forderungen Donovans nach einer zentralen (zivilen) Behörde für Propaganda- und Geheimdienstaktivitäten und gründete im Juli 1941 das Office of the Coordinator of Information (COI), die im Auftrag des Präsidenten für Informationsbeschaffung und Aktionen rund um die nationale Sicherheit zuständig sein sollte. Das Aufgabenfeld und die Zuständigkeiten waren sehr vage und offen formuliert. Leiter des COI wurde Donovan; dessen Budget für den Nachrichtendienst war mit anfangs 1,7 Millionen US-Dollar und ein paar Dutzend Mitarbeitern nicht besonders hoch, jedoch sollte es sich nach Kriegseintritt der USA auf 12 Millionen US-Dollar erhöhen. Die Einrichtung einer solchen Institution verdeutlicht, dass es in Amerika einen ideologischen Wandel gab. Das Ende des Isolationismus wurde endgültig eingeläutet und man bereitete sich auf neue Konflikte und Konfrontationen vor. Ein Instrument, um diesen neuen Herausforderungen zu begegnen, sollte eben auch ein nicht-militärischer Nachrichtendienst sein. Dies war in erster Linie ein Verdienst Donovans und seiner Mitstreiter.

## Gliederung
Den COI-Apparat leitete ein Analystengremium (Board of Analysts) mit einigen angesehenen Akademikern der USA. Das Gremium traf die letzte Entscheidung darüber, was dem Präsidenten vorzulegen war.
- R&A (Research and Analysis)

Gemäß seinen Vorgaben wertete COI's "Forschungs- und Analyseabteilung"" (R&A) anfangs Informationen von State Departement, FBI, ONI und G-2 aus. COI heuerte die besten Akademiker von 35 Universitäten für die Bereiche Ökonomie, Geographie und Psychologie an. Die „Division of Special Information“ beschäftigte geografisch spezialisierte Historiker, die Berichte zu sozialen, militärischen, politischen und ökonomischen Bedingungen der Regionen lieferten.
Durch die relativ freizügigen, bürokratisch kaum beschränkten Bedingungen der R&A entstanden qualitativ hochwertige Nachrichten, die auch andere Agenturen übernahmen. So soll COI die Informationen über den Angriff auf Pearl Harbor (Pearl-Harbor-Komplott) vorab geliefert haben. Die Gesamtwirkung war allerdings gering, da Hoover seine Oberhoheit beschnitten sah, das Außenministerium die nicht auf diplomatischem Wege erlangten Erkenntnisse monierte und die Armee den 'Zivilisten' misstraute.
- Foreign Information Service

FIS war mit der Hälfte des COI-Personals die größte Abteilung der Einrichtung. Unter Robert E. Sherwood als Leiter wurden Radiostationen in Europa etabliert, die sich mit Propaganda-Programmen wie Voice of America gegen die Achsenmächte wandten. Die „Outposts Division“ des FIS sandten Mitarbeiter nach London, Chongqing, Neu-Delhi, Lissabon, Stockholm, Bern, Brazzaville, Kapstadt, Kairo, Ankara, Honolulu und Reykjavík. FIS versuchte sich auch in „schwarzer Propaganda“, der Übermittlung frisierter Falschinformationen für den Gegner. Als CIA – Abteilung hieß sie später FBIS.
- Die Foreign Nationalities Branch versuchte mögliche Saboteure unter ethnischen Minderheiten, Exilgemeinden, Gewerkschaften und Kommunisten in den USA zu identifizieren. Daneben schuf sie Verbindungen zu pro-Achsen-Gruppen um Agenten unter ihnen zu gewinnen.

- Die Visual Presentation Branch benutzte audio-visuelle Medien um strategische Informationen zu gewinnen.

- Die Field Photographic Division entstand aus einer Marine-Reserveeinheit in Hollywood und rekrutierte neben Studiotechnikern auch den Regisseur John Ford.

- Die Oral Intelligence Division interviewte Touristen und Emigranten über ihre Eindrücke aus den Zielgebieten.

- Die Special Activities Branch (SOE) war als „Special Activities – K and L Funds“ nach Übergabe von ONI und G-2 aus der „K Organization“ hervorgegangen. Sie beschäftigte sich mit Spionage, Subversion, Guerillakrieg sowie „ergänzenden Aktivitäten“ und war Bestandteil der Umsetzung des von Winston Churchill favorisierten Plans des „vierten Elements des Krieges“ in dem Deutschland durch Flächenbombardements, Seeblockade, Propaganda, Sabotage und Subversion niedergerungen werden sollte.

Im Januar 1942 wurde zwecks besserer Koordination mit dem SIS die Abteilung in Spionage und Subversion aufgegliedert. Das Agenten-Netzwerk der COI steuerte nun David K.E. Bruce (SA/B) und die Abteilung Guerillakrieg der G-2 Offizier M. Preston Goodfellow (SA/G). Während Bruce seine Mitarbeiter aus früheren Diplomaten und Geschäftsleuten mit Erfahrungen im Operationsgebiet rekrutierte, heuerte Goodfellow 200 Militärs mit Fremdsprachenkenntnissen als erstes Militärpersonal des COI an.
SA/B (Spionage) begann mit Hilfe des britischen BSC im Mai 1942 auf einem 30 ha – Gelände („The Farm“) nahe Washingtons die Ausbildung. 15 Studenten wurden jeweils in vierwöchigen Kursen in Radiotechnik, Fotografie, Kryptografie, Kleinwaffen, Nahkampf, Verhörtechnik, Tarnung, Bestechung, Agentenrekrutierung und -netzwerksteuerung geschult. Die Dozenten wurden in „Camp X“, einer kanadischen Kommandoschule von BSC und SOE, ausgebildet.
SA/G (Subversion) öffnete im April 1942 Schulen in Quantico (Virginia) und Maryland. Die Ausbildung gliederte sich in 4 Komponenten: einem 2-wöchigen Einführungskurs in Zerstörung, Kleinwaffen, Nahkampf und Bewegung in Feindesland; einem 2-Wochen-Grundkurs in Sabotage und Guerillataktik; einem zweiwöchigen Fortgeschrittenen-Training in Geheimdienstarbeit und Steuerung eines Agentennetzwerks, einer Woche Fallschirmspringen und einer Woche Marine-Schulung zum Erlernen der Infiltration ins Feindgebiet mittels U-Boot und kleinen Wasserfahrzeugen. Dazu gab es Schulungen in Industriespionage und über lokale, ethnische Eigenheiten im Einsatzgebiet.

## Aktivitäten
COI war beauftragt dafür zu sorgen, dass Spanien im Krieg neutral blieb, die französische Flotte nicht an die Achsenmächte überging und die Vichy-Regierung Frankreichs den USA nicht den Krieg erklärte, wenn diese in Nordafrika einmarschierten. Ab Januar 1942 arbeiteten SA/B-Leute verdeckt als Vizekonsuln für das Außenministerium an Botschaften in Algier, Tunis, Oran, Rabat, Tanger und Casablanca. Sie rekrutierten Agenten unter Exilanten, Diplomaten, Spielern und Prostituierten und organisierten ein Agentennetzwerk unter nordafrikanischen Franzosen. Geografisch eingeteilt etablierte SA/B Basen in Tanger, Chungqing, Kairo und London. Im Mai 1942 operierten nur 21 COI-Agenten in Übersee. Im Juni 1942 war die COI in Schweden, der Schweiz, Portugal, Spanien, Afrika und dem Nahen Osten aktiv. Durch die Abneigung Douglas MacArthurs wurde COI nicht erlaubt im Pazifikkrieg aktiv zu sein, desgleichen im britischen Indien. Im Kontinentaleuropa begannen die Aktivitäten erst Mitte 1943.

## Ende
Donovan hatte die COI von 92 auf 1630 Mitarbeiter erweitert. Die Zivilisten rekrutierte er bis zu den ersten militärischen Einheiten noch selbst. Es waren Banker, Anwälte, Akademiker und Veteranen des Ersten Weltkrieges, überwiegend wohlhabende Republikaner der Ivy League. Seine Rivalen in anderen Geheimdiensten erlaubten ihm nicht ihr Personal zu rekrutieren und es entwickelte sich ein elitärer Zirkel der praktisch keinerlei Spionage-Kenntnisse besaß. Die Fähigkeiten Nachrichten zu übermitteln, unauffällige Bankkonten zu führen oder Menschen zu töten, erlernten sie erst vom britischen BSC. Mit wachsender Größe des Apparats und seines Einflusses wollten ihn seine Konkurrenten vom Außenministerium über das FBI bis zum neuen Joint Chiefs of Staff auflösen. Als Donovan in London beim Special Operations Executive weilte, löste Roosevelt den COI auf und ließ ihn am 13. Juni 1942 unter dem Kommando des „Joint Chiefs of Staff“ im Office of Strategic Services (OSS) neu erstehen. Bis auf die „Black Propaganda Section“ des FIS, die zur „Abteilung für Spezialoperationen“ und später „Morale Operations Branch“ des OSS wurde, blieben alle früheren Abteilungen erhalten.